# Magnus A. Djuse
Lars Anders Magnus Djuse, känd som Magnus A. Djuse, född 15 april 2000 i Östersund i Jämtlands län, är en svensk travkusk (catch driver). Hans hemmabana är Solvalla.

## Karriär
Djuse är uppvuxen i en travintresserad familj. Han är son till travtränaren Anders Djuse, och bror till travprofilerna Mattias, Martin och Mats. Han är även kusin med ishockeyspelaren Emil Djuse.
Djuse tog sin första seger som kusk 2015, då han endast var 15 år gammal. Under gymnasietiden studerade Djuse vid Travskolan Wången, och arbetade även som lärling hos Jan Halberg. Den 29 mars 2019 blev Djuse yngste kusk någonsin i Sverige att nå 100 kusksegrar, då han segrade på Arena Dannero tillsammans med Alice Ruda tränad av Pär Ländin. Han blev även den yngste travkusk någonsin i Sverige att nå 100 kusksegrar under ett och samma år.
Djuse har flera gånger lovordats som en av svensk travsports största talanger. 2019 körde han in 10,3 miljoner kronor, en ökning från 2018 då han körde in 2,4 miljoner. Samma år blev han kuskchampion på Umåkers travbana, och flyttade även söderut från Östersund till Hårby Gård utanför Stockholm under 2019.
Under 2020 körde han sitt första lopp i Frankrike, då han körde Shocking Superman, tränad av Oscar Berglund, i Prix d'Hautefort på Vincennesbanan.

## Segrar i större lopp
| År   | Lopp                          | Häst            | Tränare               | Grupp   |
| ---- | ----------------------------- | --------------- | --------------------- | ------- |
| 2019 | Erik Graléns Minne            | Lukas Rauen     | Frode Isdahl          | -       |
| 2019 | Scandal Plays Minne           | Mr Golden Quick | Mika Haapakangas      | -       |
| 2019 | Stig Lindmarks Styrkeprov     | Mr Golden Quick | Mika Haapakangas      | -       |
| 2019 | Bronsdivisionens final, nov   | From The Mine   | Catarina Norqvist     | -       |
| 2019 | Silverdivisionens final, nov  | From The Mine   | Catarina Norqvist     | -       |
| 2020 | Klass II final, juni          | Bordeaux S.     | Jerry Riordan         | -       |
| 2020 | Silverdivisionens final, juni | From The Mine   | Catarina Norqvist     | -       |
| 2020 | Solvalla Grand Prix           | Aetos Kronos    | Jerry Riordan         | Grupp 2 |
| 2020 | Ådalspriset                   | From The Mine   | Catarina Norqvist     | -       |
| 2021 | Algot Scotts Minne            | Floris Baldwin  | Trond Anderssen       | -       |
| 2021 | H.K.H. Prins Daniels Lopp     | Gareth Boko     | Jerry Riordan         | Grupp 2 |
| 2021 | Jubileumspokalen              | Aetos Kronos    | Jerry Riordan         | Grupp 1 |
| 2021 | Klass I final, sept           | Tattoo Avenger  | Mika Haapakangas      | -       |
| 2021 | Klass I final, dec            | Devs Definitif  | Mattias Djuse         | -       |
| 2021 | Gulddivisionens final, dec    | Gareth Boko     | Jerry Riordan         | Grupp 2 |
| 2022 | Klass I final, juli           | Born To Run     | Alessandro Gocciadoro | -       |
| 2022 | STL Open                      | Brother Bill    | Timo Nurmos           | Grupp 2 |
| 2022 | Klass I final, sept           | Robthebank      | Fredrik B. Larsson    | -       |
| 2023 | Gulddivisionens final, mars   | Aetos Kronos    | Jerry Riordan         | Grupp 2 |
| 2023 | Harper Hanovers Lopp          | Eric The Eel    | Tomas Malmqvist       | Grupp 1 |
| 2023 | Sprintermästaren              | Hustle Rain     | Mattias Djuse         | Grupp 1 |
| 2023 | Svenskt Trav-Oaks             | Adriatica       | Timo Nurmos           | Grupp 1 |
| 2023 | Finlandialoppet               | Stoletheshow    | Frode Hamre           | Grupp 1 |
| 2024 | H.K.H Prins Daniels lopp      | Stoletheshow    | Frode Hamre           | Grupp 2 |
| 2024 | Finlandialoppet               | Stoletheshow    | Frode Hamre           | Grupp 1 |
| 2024 | Danskt travderby              | Icebreaker D.K. | Jeppe Juul            | Grupp 1 |
| 2024 | Gran Premio delle Nazioni     | Always Ek       | Alessandro Gocciadoro | Grupp 1 |
| 2024 | Gran Premio Gaetano Turilli   | Always Ek       | Alessandro Gocciadoro | Grupp 1 |
| 2025 | Gran Premio Lotteria          | Always Ek       | Alessandro Gocciadoro | Grupp 1 |